# VMware Fusion

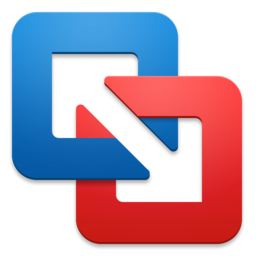

VMware Fusion — гіпервізор, дозволяє в середовищі Mac OS X на базі платформи Intel створювати і запускати віртуальні машини, що надають можливість виконувати додатки, розроблені для інших операційних систем, в тому числі Windows і Linux. Підтримуються як 32-розрядні, так і 64-розрядні версії ОС.